# فار کرای ۲
فار کرای ۲ (به انگلیسی: Far Cry 2) یک بازی ویدئویی در سبک تیراندازی اول شخص است که توسط یوبی‌سافت مونترال توسعه یافته و به‌وسیلهٔ یوبی‌سافت برای مایکروسافت ویندوز، پلی‌استیشن ۳ و ایکس‌باکس ۳۶۰ منتشر شده‌است. این بازی در ۲۱ اکتبر ۲۰۰۸ در آمریکای شمالی انتشار یافت و در ۲۳ اکتبر ۲۰۰۸ در اروپا و استرالیا. این بازی دومین قسمت از مجموعه بازی‌های فار کرای به‌شمار می‌رود که نسخه اول آن توسط شرکت کرای‌تک ساخته شده بود، اما در ساخت این شماره هیچ نقشی نداشت.
داستان این بازی در قاره آفریقا می‌گذرد. در این بازی شما توسط پشه مالاریا بیمار می‌شوید و بعد از ان شما باید برای دو گروهک جدایی طلب در آفریقا کار کنید و سپس شخصی شما را راهنمایی می‌کند و می‌گوید برای آزادی آفریقا شما باید الماس‌ها را از دو گروهک پس گرفته و همه آن گروهک‌ها را نابود کنید و در پایان بازی شما دو انتخاب دارید فعال‌سازی دینامیت و مسدودسازی راه یا تحویل الماس‌ها به مرز و آزادسازی راه برای مهاجرت مردم به کشور دیگر همچنین در این بازی شما ۱۲ کارکتر دلخواه برای بازی دارید.

## داستان
بازیکن در قالب شخصیتی قرار می‌گیرد که به عنوان مزدور از سوی سازمانی نامشخص به کشوری بی‌نام در آفریقا فرستاده می‌شود تا جکال (به معنای لغوی شغال)، که دلال اسلحه است و در میان درگیری‌های داخلی آن کشور به هر دو طرف مخاصمه اسلحه می‌فروشد، را به قتل برساند. یکی از طرفین مخاصمه اتحاد مقاومت ملی (APR) و طرف دیگر جبههٔ متحد آزادی و کارگران (UFLL) نام دارند. APR گروهی از اتباع خارجی هستند که سعی دارند چندین کشور آفریقایی را در قالب یک کشور دربیاورند و UFLL یک گروه بومی هستند که در مقابل APR مقاومت می‌کنند. در ابتدای بازی بازیکن داخل یک تاکسی نشسته و تا وقتی که به تنها هتل پالا برسد از مناظر پیرامون خود محظوظ می‌شود. رانندهٔ تاکسی در مسیر اتفاقات و جریاناتی که در کشورش در حال رخ دادن است ذکر می‌کند. وقتی بازیکن به هتل می‌رسد، در اثر بیماری مالاریا از هوش می‌رود و در اتاق هتل به هوش می‌آید. بازیکن می‌فهمد که جکال مقابلش ایستاده و خلاصهٔ مأموریتی که برایش فرستاده شده را می‌خواند، اما در اثر مالاریا به چنان ضعفی دچار شده که نمی‌تواند در برابرش مقابله کند. جکال ابتدا بازیکن را به خاطر بی‌کفایتی‌اش مسخره می‌کند و بعد می‌گوید که چون در امر کشتن او موفق نبوده، مأموریتش منقضی شده و همچنین ذکر می‌کند که از این قاتل نمی‌ترسد، چرا که به نظر می‌رسد خود او در اثر بیماری از پا درمی‌آید. او برای بازیکن شرح می‌دهد که به خیر و شر اعتقادی ندارد و تنها قدرت را می‌شناسد. او سلطهٔ خود بر بازیکن را به رخ می‌کشد و سپس یک اسلحهٔ کمری و شمشیر را کنار او می‌گذارد. بازیکن دوباره از هوش می‌رود و وقتی دوباره به هوش می‌آید متوجه می‌شود که در هتل در میان نبرد مسلحانهٔ APR و UFLL قرار گرفته‌است. بازیکن در این نبرد زخم برمی‌دارد، اما توسط گروهبان یکی از دو گروه متخاصم نجات داده شده و به خدمت گرفته می‌شود و می‌خواهد که یک خانهٔ امن دشمن را برای پاکسازی کند. پس از کشتن دشمنانی که در خانهٔ امن حضور دارند، گروهبان از او می‌خواهد که یک زندانی را که در اسارت دشمن است، نجات دهد و بازیکن نیز چنین می‌کند. این زندانی آزاد شده نخستین دوست بازیکن خواهد بود. شخصیت بازی سپس به بار مایک می‌رود و با دوستش و یک خبرنگار به نام روبن اولوواگمبی دیدار می‌کند. روبن یک خبرنگار جنگی در سرتاسر قارهٔ آفریقاست که تمرکز کاریش هم بر فعالیت‌های جکال گذاشته‌است. او می‌گوید که جکال آتش تمام جنگ‌های منطقه را شعله‌ور می‌کند و او چندین نوار صوتی از صحبت‌های و مصاحبه‌های او دارد و از بازیکن می‌خواهد که اگر این نوارها را یافت، به او تحویل دهد. روبن همچنین کشیشی به نام پدر مالیا را به بازیکن معرفی می‌کند که در پالا ساکن است و می‌تواند به او برای بیماری مالاریا دارو بدهد.
بازیکن درازای اطلاعاتی از جکال حاضر به انجام مأموریت‌هایی برای یکی از طرفین جنگ (به انتخاب بازیکن) می‌شود. این مأموریت‌های شامل کشتن رئیس پلیس یا نابود کردن محمولهٔ دارویی مالاریا می‌شود. پس از اتمام تمام این مأموریت‌های یکی از طرفین، بازیکن باید مأموریت‌های طرف مقابل را انجام بدهد. همچنین در همین خلال باید برای به دست آوردن داروی مالاریا مأموریت‌های گروه زیرزمینی را انجام بدهد. هنگامی که مأموریت‌ها انجام شد، بازیکن از طرفی که برای مأموریت می‌گرفته، مأموریت می‌یابد تا رهبر گروه مقابل را ترور کند. اگر بازیکن برای UFLL کار کند باید پروسپر کوآسی، رهبر APR در لبوآساکو را بکشد و اگر برای APR کار کند مأموریت می‌یابد تا لئون گاکومبا را به قتل برساند. پس از این ترور، بازیکن در کمین سربازان دشمن گیر می‌افتد و مشخص می‌شود که تمام این قضایا دام بوده‌است. بازیکن از کمند کمین می‌گریزد و تماسی از روبن اولوواگمبی دریافت می‌کند که می‌خواهد او را در بیرون پالا در لمبر میل ملاقات کند. روبن به بازیکن می‌گوید که در نتیجه اقداماتش قرار است حملاتی گسترده صورت بگیرد. اولین هدف این حملات هم خود بازیکن و دوستانش هستند که به عنوان مزدوران خارجی به آن کشور آمده‌اند. به آن‌ها لقب جاسوس و خائن داده‌اند و افراد زیادی از گروه‌های دشمن برای کشتن آن‌ها به بار مایک هجوم می‌آورند. همچنین روبن به بازیکن می‌گوید که افراد گروه‌ها مشغول کشتار شهروندان عادی هم هستند و اگر بتوانند وارد کلیسا شوند، پدر مالیا و شهروندانی که به آنجا پناه برده‌اند نیز کشته می‌شوند. بازیکن نمی‌تواند هر دو گروه را نجات دهد و باید انتخاب کند که از دوستانش در بار مایک حمایت کند، یا به کلیسا رفته و از مردم و پدر مالیا دفاع نماید. هرچند در هر صورت بازیکن مجروح شده و از هوش می‌رود.

بازیکن چشمش را پشت یک کامیون که مملو از اجساد است می‌یابد که به سمت یک گور دسته‌جمعی رهسپار است. او با غلتیدن و بیرون افتادن از کامیون می‌تواند خود را نجات دهد و به دنبال سرپناهی در میان طوفان شن می‌گردد. وقتی سرپناه را می‌یابد بار دیگر بر اثر ضعف از هوش رفته و وقتی به هوش می‌آید جکال را می‌بیند که مشغول رسیدگی به جراحات اوست. جکال برای او تعریف می‌کند که فرقه‌ای که برای آن کار می‌کرده و به بازیکن خیانت کرده، حمام خون درست کرده و هر شهروندی، چه زن و مرد و چه بچه را که می‌بینند، می‌کشند. جکال وضعیت را مثل سرطان توصیف می‌کند و می‌گوید برای درمان آن باید تمام سلول‌های آن را از بین برد. سپس صدای آمدن کامیونی را می‌شنود و از بازیکن خداحافظی کرده و می‌رود. رهبر گروهی که به بازیکن خیانت نکرده (اگر UFLL به به بازیکن خیانت کرده باشد، رهبر گروه APR یعنی نیک گریوز و اگر APR به بازیکن خیانت کرده باشد رهبر UFLL یعنی هکتور وورهیز) وارد پناهگاه شده و از دیدن بازیکن که زنده است متعجب می‌شود. او می‌گوید که گروهش مجبور شده به سمت جنوب، بوآساکو عقب‌نشینی کند و از بازیکن می‌خواهد رهبر گروه مقابل را به قتل برساند و تحت حمایت او به جنوب بیاید. او می‌گوید که کشتن رهبر فرقهٔ رقیب نباید کار سختی باشد، چرا که او همراه با افرادش در فضای باز قرار دارد و مشغول بازیابی نیرویشان هستند. سپس به بازیکن می‌گوید که وقتی کارش را انجام داد بیاید و او را در سفاپین ملاقات کند. بازیکن می‌پذیرد و کلاشینکف، ماکارف و خمپاره‌انداز ام۲ که در پناهگاه وجود دارد را برداشته و به دنبال مأموریتش می‌رود. وقتی به آنجا می‌رسد، می‌بیند که رهبر گروه خائن بر بالای کامیونی ایستاده و در حال سخنرانی پیروزی برای افرادش هست. بازیکن پس از کشتن او، رهسپار سفاپین در بوآسکو می‌شود.